# Ordre (musique)
Pour les articles homonymes, voir Ordre.
En musique, ordre est le nom donné par François Couperin et quelques-uns de ses admirateurs et émules (François d'Agincourt, Philippe-François Véras, Célestin Harst) à un recueil de pièces pour le clavecin écrites dans la même tonalité.
En fait, l'ordre est à l'origine une suite dont la structure ne suit pas fidèlement le schéma classique : « Allemande - Courante - Sarabande - Gigue ».
Couperin a composé 27 ordres groupés en 4 livres. Dans les premiers recueils, la structure de la suite est encore visible, même si le nombre de pièces est parfois considérable (jusqu'à 22). Le 8e ordre est le dernier à respecter la structure traditionnelle dont Couperin s'affranchit ensuite de plus en plus.